# David Monahan
David Harold Monahan (North Olmsted, 13 de agosto de 1971) é um ator norte-americano, conhecido por interpretar o Detetive Matt Seely em Crossing Jordan e Tobey Barret em Dawson's Creek. Em 2010 Participou da série House MD no episódio "Bagagem".